# Sötét erők markában
A Sötét erők markában (Faith) az Odaát című televíziós sorozat első évadának tizenkettedik epizódja.

## Cselekmény
|  | Alább a cselekmény részletei következnek! |

Dean és Sam egy természetfeletti lényt üldöznek, amit végül sikerül beszorítaniuk egy sötét, kihalt pincébe. Odalenn két rémült kisgyereket találnak, akiket Sam kimenekít, míg Dean felveszi a harcot a szörnnyel. Ám mikor elektromos pisztolyával meglövi a lényt, a helyiségben álló víz miatt Dean is áramütést szenved. Azonnal kórházba kerül, az orvosok azonban maximum csak egy hónapot jósolnak neki, szíve ugyanis jelentős károsodást szenvedett. A fiú ennek ellenére nem veszi valami komolyan a dolgot, megparancsolja öccsének, vigyázzon majd az autójukra.
Sam rámondja apja üzenetrögzítőjére, mi történt bátyjával, majd napokat tölt az internet előtt, így ráakad egy Roy Le Grange nevű vak prédikátorra, aki csodálatos módon, bármilyen betegségben szenvedő embert meg tud gyógyítani. Dean megszökik a kórházból, ennek ellenére nem pihenhet le az öccse által kivett motelszobában, ugyanis az magával hurcolja Nebraskába, Le Grange egyik összejövetelére. A helyszínre érve, már rengeteg gyógyulni vágyó ember tömörül a hatalmas sátor előtt, itt találkozik Dean egy Mrs. Rouke nevű nővel, illetve annak lányával, Laylával, akinek agydaganata van. Mikor feltűnik Le Grange a színpadon, beszélni kezd Istenről, amire Dean halkan megjegyzéseket tesz. Roy azonban ezt meghallja, és a porondra hívja a fiút, aki eleinte vonakodik, ám a tömeg biztatására mégis felmegy. Mikor a gyógyító a fejére teszi a kezét, Dean elszédül, a szertartás végén pedig egy öltönyös, hullának kinéző öregembert lát maga mellett, aki egyik pillanatról a másikra eltűnik, és Sam szerint nem is volt a színpadon. Másnap a kórházban kiderül, hogy Dean szíve megdöbbentő módon teljesen rendbejött, Sam ennek ellenére különös dologra figyel fel: abban az időpontban, hogy bátyja meggyógyult, egy másik, teljesen egészségesnek tűnő ember szívrohamban meghalt. Sam beszél az elhunyt, Marshall Hall egyik barátjával, aki elmondja, hogy halála előtt Marshall azt állította, hogy valaki üldözi. A fiúk arra kezdenek gyanakodni, hogy Roy fekete mágia segítségével egy kaszást irányít, amivel végre tudja hajtani a csodáit. 
A fivérek meglátogatják Roy-t és feleségét, Sue Annt, és köszönetet mondanak a történtekért, mire azok azt felelik, ez Isten érdeme, ugyanis ő választotta ki Deant a sok ember közül. Kifelé menet, feltűnik Layla anyja és teljesen kiborul, amiért lányát nem hajlandó meggyógyítani Le Grande, pedig ők minden istentiszteleten ott voltak. Winchesterék ottmaradnak  a következő szertartáson is, hogy utánajárjanak a rejtélyes halálesetnek. Sam betör a Le Grange házba, ahol újságcikkek alapján, arra a következtetésre jut, hogy a kaszás olyan embereket öl meg, akik tiltakoznak Le Grange cselekedetei ellen. Mikor Roy éppen Laylát választja ki a gyógyulásra, Dean kénytelen lesz tűzriadót fújni, és kiüríttetni a sátrat, ugyanis Sam a parkolóban egy férfire lesz figyelmes, aki a "semmi" elől menekül. David szerint egy öltönyös fickó üldözi, akit Sam azonban nem lát. Dean ekkor látja meg a sátorban Sue Annt, amint éppen egy különös kereszt fölött imádkozik. Mikor megzavarja a nőt, a kaszás a parkolóban eltűnik, Deant viszont Sue Ann kérésére, rendőrök kísérik el a környékről. A testvéreknek világossá válik, hogy a kaszást nem is Roy, hanem annak felesége irányítja, ráadásul Layla elhalasztott rituáléját aznap este akarják megcsinálni, ezért hamar kell cselekedniük. Míg Dean este elcsalogatja a környéket őrző rendőröket, Sam ezúttal betör Le Grange-ék pincéjébe, ahol ráakad a fekete mágia kellékeire. Csakhogy felbukkan Sue Ann, és bezárja a fiút, majd pedig medáljával Deanre uszítja a kaszást. A szörnyeteg így a fiú életére tör, Samnek azonban sikerül kiszabadulnia, és összetörnie a nő medálját. A kaszás szabaddá válik, bosszúból pedig volt irányítója ellen fordul, és végez vele. Sue Annél később a halál okaként agyvérzést diagnosztizálnak.
Másnap, mikor a fivérek továbbállnának, Deant Layla keresi fel, és elmondja neki, hogy Le Grange-nak nem sikerült ugyan meggyógyítania, ő már megbékélt a tudattal, hogy hamarosan meg fog halni...
|  | Itt a vége a cselekmény részletezésének! |

## Természetfeletti lények

### Kaszás
A kaszás az ősi legendák szerint egy szellem, vagy valamiféle hasonló természetfeletti lény, mely emberi lelkeket szállít át a túlvilágra. Eme lényt emberi szem nem látja, kivéve a leendő áldozaté, vagy halott emberé. A kaszást fekete mágiával irányítani is lehet, megölésük pedig egy különleges rituálé során történhet.

## Időpontok és helyszínek
- 2006. április közepe – Nebraska

## Zenék
- Blue Öyster Cult – (Don't Fear) The Reaper

## Külső hivatkozások
- Faith az Internet Movie Database oldalon (angolul)